# Condado de Cerro Gordo
O Condado de Cerro Gordo é um dos 99 condados do estado norte-americano de Iowa. A sede do condado é Mason City, que é também a sua maior cidade. O condado tem uma área de 1490 km² (dos quais 18 km² estão cobertos por água), uma população de 46 447 habitantes, e uma densidade populacional de 32 hab/km² (segundo o censo nacional de 2000). O condado foi fundado em 1851 e recebeu o seu nome em homenagem à batalha de Cerro Gordo (18 de abril de 1847), que fez parte da Guerra Mexicano-Americana.